# حريق جوزيف كانيون
حريق جوزيف كانيون هو حريق هائل بدأ في جوزيف كانيون بولاية أوريغون في 4 يونيو 2021. وهو مشتعل بنشاط في ولايتي أوريغون وواشنطن. لقد أحرقت النيران 7.610 فدانًا (3080 هكتارًا) وتم احتواؤها بنسبة 95٪.

## الأحداث

### يونيو
تم الإبلاغ عن حريق جوزيف كانيون لأول مرة في حوالي الساعة 10:15 مساءً بتوقيت المحيط الهادئ في 4 يونيو 2021.

### السبب
يُعتقد أن سبب الحريق يرجع إلى البرق.

### الاحتواء
اعتبارًا من 21 يونيو 2021 تم احتواء الحريق بنسبة 95٪.

## التأثير=
بخصوص عمليات الإغلاق والإخلاء، في 7 يونيو 2021 تم إغلاق منطقة إدارة الحياة البرية للأراضي الثمينة في شمال شرق ولاية أوريغون من قبل قبيلة نيز بيرس.